# Вуковићи (Равно)
Вуковићи су насељено мјесто у Босни и Херцеговини у Општини Равно које административно припада Федерацији Босне и Херцеговине. Према попису становништва из 1991. у насељу је живјело 6 становника.

## Становништво
| Националност       | 1991. | 1981. | 1971. | 1961. |
| Срби               | 6     | 7     | 25    | 32    |
| остали и непознато |       |       |       |       |
| Укупно             | 6     | 7     | 25    | 32    |

| Демографија | Демографија | Демографија |
| Година      | Становника  | Становника  |
| ----------- | ----------- | ----------- |
| 1961.       | 32          |             |
| 1971.       | 25          |             |
| 1981.       | 7           |             |
| 1991.       | 6           |             |